# Atletiek op de Paralympische Zomerspelen 2024 - Kogelstoten vrouwen F40
Het Kogelstoten voor vrouwen klasse F40 op de Paralympische Zomerspelen 2024 vond plaats op 7 september in het Stade de France. Deze klasse is voor atletes met een groeistoornis, stahoogte en armlengte van de atlete bij elkaar opgeteld is 173 centimeter of minder. De winnares van 2020 was de Poolse Renata Śliwińska. Zij werd in 2024 opgevolgd door Lara Baars uit Nederland, het zilver was voor Renata Śliwińska en de Tunesische Raja Jebali won de bronzen medaille.

## Records
Voorafgaand aan het toernooi waren dit het wereldrecord en het Paralympisch record.
| Wereldrecord        | Nederland Lara Baars   | 9.25 | Hechingen | 9 mei 2024       |
| Paralympisch record | Polen Renata Śliwińska | 8.75 | Tokio     | 4 september 2021 |

## Uitslag
| Rang   | Atleet                   | Atleet | #1   | #2   | #3   | #4   | #5   | #6   | Resultaat | Bijz. |
| ------ | ------------------------ | ------ | ---- | ---- | ---- | ---- | ---- | ---- | --------- | ----- |
| Goud   | Lara Baars               | NED    | 9.10 | x    | 8.84 | 8.89 | 9.07 | x    | 9.10      | PR    |
| Zilver | Renata Śliwińska         | POL    | 8.63 | 9.00 | 8.59 | 8.58 | 8.74 | 8.71 | 9.00      | SB    |
| Brons  | Raja Jebali              | TUN    | 8.64 | 8.38 | 8.66 | x    | 8.57 | 8.21 | 8.66      | SB    |
| 4      | Maryam Alzeyoudi         | UAE    | 8.49 | 8.52 | 8.60 | 8.19 | 8.32 | 8.62 | 8.62      |       |
| 5      | Lauritta Onye            | NGR    | 8.50 | x    | 7.98 | x    | x    | 7.78 | 8.50      |       |
| 6      | Pauleth Mejia Hernández  | MEX    | 8.06 | 7.93 | 7.99 | 7.96 | 7.99 | 7.86 | 8.06      |       |
| 7      | Nourhein Belhaj Salem    | TUN    | 7.66 | 7.59 | 7.80 | x    | 7.55 | 7.01 | 7.80      |       |
| 8      | Mary Fitzgerald          | IRL    | 7.49 | 7.64 | 7.34 | 7.45 | 7.09 | 7.24 | 7.64      |       |
| 9      | Rabia Cirit              | TUR    | 7.46 | 7.32 | 7.36 |      |      |      | 7.46      |       |
| 10     | Yesica Paola Muñoz Nieto | COL    | 6.11 | 6.69 | 6.37 |      |      |      | 6.69      | SB    |
| 11     | Sara Al Anburi           | OMA    | 4.48 | x    | 4.42 |      |      |      | 4.48      | SB    |